# Trésor de Ténès
Le trésor de Ténès est un ensemble de dix-neuf pièces de bijoux en grande partie en or, datées du Bas-Empire romain, découvert fortuitement en 1936 à Ténès (ancienne Cartennae) en Algérie. Il constitue un témoignage précieux des troubles politiques et militaires qui ont troublé la région durant l'Antiquité tardive, et il a probablement été dissimulé au moment de l'invasion de l'Afrique du Nord par les Vandales.

## Découverte
Le trésor a été mis au jour, en 1936 de manière fortuite, lors de travaux agricoles ou de terrassement dans une villa romaine, précisément dans les thermes, sur la frange occidentale de la Maurétanie césarienne dans la ville de Ténès (anciennement Cartennae). Les objets furent remis aux autorités archéologiques et rapidement transférés à l'époque au Musée Stéphane Gsell à Alger.
Le trésor est depuis conservé dans le coffre du musée, bien que rarement présenté au public. Il a fait l'objet d'études historiques et archéologiques approfondies, notamment par Jacques Heurgon dans les années 1950. 
Louis Leschi fit un rapport au Gouverneur général de l'Algérie, publié en 1937 dans la Revue Africaine. Plusieurs notes manuscrites et des échanges avec les grands archéologues de l’époque tels que Georges Marçais, Charles Saumagne et Louis Poinssot montrent son engagement dans l'étude du trésor. En 1941, il présenta une conférence où il évoquait l’existence de tombes chrétiennes anciennes à Ouest de Ténès, susceptibles d’éclairer la présence du trésor. La conférence publiée plus tard permet de saisir la profondeur de ses réflexions sur la christianisation de la région, le contexte socio-politique du Ve siècle et la portée historique du trésor.

## Description et constitution
Selon Jacques Heurgon, le trésor comprend 19 objets : 17 en or, une ampoule en argent, et une anse en bronze  . La composition est la suivante :
1. (03) fibules en or : une en forme de dauphin, en fine feuille d’or ; et deux fibules cruciformes, à décor complexe avec volutes, peltes et têtes de canard ou dauphin, insignes des haut fonctionnaires impériaux.
2. (07) éléments de ceinture : deux plaques-boucles, deux plaques-appliques, un fragment de ceinture, deux boutons-œillets.
3. (04) bracelets : deux torsadés, un serti de pierres précieuses, un en technique opus interrasile.
4. (02) étuis en or : l’un aurait servi de reliquaire.
5. (01) ampoule en argent ornée du chrismon chrétien, évoquant les ampoules de saint Ménas ou de Monza.
6. (01) anse en bronze, probablement issue d’un coffret précieux.
7. (01) broche, montée avec un médaillon impérial en or figurant une impératrice et trois croix suspendues. Cette pièce notable représente l'effigie de Galla Placidia, fille de l'empereur Théodose Ier et impératrice d'Occident (421-424), à laquelle pendent trois petites croix[5].

Le trésor est réputé pour sa qualité artistique et son importance archéologique, surpassant même certains trésors similaires découverts à Hippone et Carthage.
Le style de ces objets mélange des influences romaines tardives et des éléments attribuables à l'art berbéro-africain. Certains motifs rappellent les productions retrouvées en Tunisie ou en Tripolitaine, ce qui suggère une circulation régionale de l'orfèvrerie.

## Interprétation historique
Ce type de dépôt est souvent interprété comme un trésor caché volontairement par un propriétaire fortuné durant une période de troubles, probablement à l'époque des invasions vandales. Les Vandales, un peuple germanique christianisé, franchirent le détroit de Gibraltar en 429 et conquirent l'Afrique romaine jusqu'à Carthage, prise en 439.
Le trésor aurait pu appartenir à un notable romano-africain ou à une famille aisée tentant de mettre à l'abri ses biens face aux menaces militaires et politiques. Le site côtier de Ténès, situé non loin des voies de communication et ports antiques, était exposé à ces bouleversements.

## Importance archéologique
Ce dépôt constitue un témoignage rare du luxe privé en Afrique du Nord dans les dernières décennies de la présence romaine. L'étude du trésor permet de mieux comprendre :
- les techniques de l'orfèvrerie tardive ;
- la diffusion des styles méditerranéens ;
- les pratiques de dissimulation dans un contexte d’effondrement politique.

Il est l'un des rares trésors de bijoux antiques découverts en Algérie avec une relative intégrité et conservé dans une institution muséale nationale.
Les objets sont aujourd’hui conservés au Musée national des antiquités et des arts islamiques d’Alger, et certains ont été exposés lors d'expositions temporaires consacrées à l’art antique nord-africain.